# ジャーメイン・ ド・カプチーニ
ジャーメイン・ド・カプチーニは、株式会社ワールドホールディングスが日本正規輸入販売代理店として国内に販売しているスペインのスキンケアブランド。
1964年、創立者カルメン・ヴィダルによってスペインで誕生。スペインのアルコイに本社を構え、自社工場とラボが併設されている。スキンケアに精通したプロフェッショナルたちがテストを幾度も重ね、類いまれなる成分フォーミュラを生み出している。そのクオリティは、スペインのみならず世界80か国以上で愛され、5つ星ホテルスパやエスティックサロンに導入されている。
日本では2018年春に本格リニューアル予定。